# リーデンハイム
リーデンハイム (ドイツ語: Riedenheim) はドイツ連邦共和国バイエルン州ウンターフランケン地方のヴュルツブルク郡に属す町村（以下、本項では便宜上「町」と記述する）で、レッティンゲン行政共同体を構成する市町村の一つである。

## 地理
リーデンハイムはヴュルツブルク開発計画地区に位置している。

### 自治体の構成
この町は、公式には4つの地区 (Ort) からなる。このうち小集落や孤立農場などを除く集落を以下に列記する。
- リーデンハイム
- シュタルドルフ

## 歴史
1803年、ヴュルツブルク司教領の一部としてリーデンハイムはまずバイエルン大公領に世俗化された。その後1805年にトスカーナ大公フェルディナンド3世が創設したヴュルツブルク大公国領に移されたが、1814年にこれが廃止されると最終的にバイエルン王国領となった。バイエルンの行政改革の時代、1818年に発令された市町村令により現在の自治体が形成された。

### 人口推移
- 1970年 857人
- 1987年 755人
- 2000年 811人

## 行政

### 首長
町長はエドヴィーン・フリース (Wählergem. Riedenheim-Stalldorf) である。

## 文化

### リーデンハイム・プロジェクト
フリーで活動しているアカデミックな芸術家ヘルベルト・マーラーとソニア・エーデレ・フォン・ヘスレは2000年にリーデンハイム・プロジェクトを開始した。住居、画家のアトリエ、彫金家の工房がその拠点である。納屋とアトリエには500m2を超える常設展示がなされ、建物のすぐ隣には催事スペースが設けられている。様々なパフォーマンスやコンサートが次々に開催されている。

## 引用
1. ↑  https://www.statistikdaten.bayern.de/genesis/online?operation=result&code=12411-003r&leerzeilen=false&language=de Genesis-Online-Datenbank des Bayerischen Landesamtes für Statistik Tabelle 12411-003r Fortschreibung des Bevölkerungsstandes: Gemeinden, Stichtag (Einwohnerzahlen auf Grundlage des Zensus 2011)
2. ↑  Bayerische Landesbibliothek Online